# Angel dust (álbum de Blutengel)
Angel Dust es el tercer álbum de la banda alemana de Dark Electro Blutengel donde participan por primera vez Constance y Eva

## Listado de canciones
| Angel Dust |                           |          |  |
| N.º        | Título                    | Duración |  |
| 1.         | «Angel Dust I»            | 3:47     |  |
| 2.         | «Stranded»                | 5:15     |  |
| 3.         | «Vampire Romance Part I»  | 6:22     |  |
| 4.         | «The End of Love»         | 6:13     |  |
| 5.         | «Iron Heart»              | 5:02     |  |
| 6.         | «Our Time»                | 5:44     |  |
| 7.         | «Wonderland»              | 5:14     |  |
| 8.         | «Angel Dust II»           | 2:50     |  |
| 9.         | «Black Wedding»           | 3:38     |  |
| 10.        | «I Will Follow»           | 4:59     |  |
| 11.        | «Silent Death»            | 3:46     |  |
| 12.        | «Angel of the Night»      | 5:09     |  |
| 13.        | «Keine Ewigkeit»          | 5:46     |  |
| 14.        | «Night of Sin»            | 4:54     |  |
| 15.        | «Vampire Romance Part II» | 5:49     |  |
| 16.        | «Angel Dust III»          | 5:01     |  |

| Limited Edition Bonus CD |                                           |          |  |
| N.º                      | Título                                    | Duración |  |
| 1.                       | «Dark Skies»                              | 4:42     |  |
| 2.                       | «Black Wedding (Dark Embrace Remix)»      | 5:35     |  |
| 3.                       | «The End of Love (Remix by Black Heaven)» | 5:01     |  |
| 4.                       | «Her Song»                                | 2:26     |  |

## Información relacionadda
- Todas las canciones fueron escritas y producidas por Christian "Chris" Pohl
- Loops adicionales por Jens Gärtner
- Voces masculinas Chris Pohl
- Voces femeninas en  "Vampire Romance part I", "Our Time," "Black Wedding" y "Vampire Romance part II" po Constance Rudert
- Voces femeninas en "Wonderland" y "Angel of the Night," por Eva Pölzing
- Voces femeninas en "Keine Ewigkeit" por Constance y Eva

### Bonus CD
- Voces femeninas en "Her Song" por Constance Rudert